# Diyar Planitia

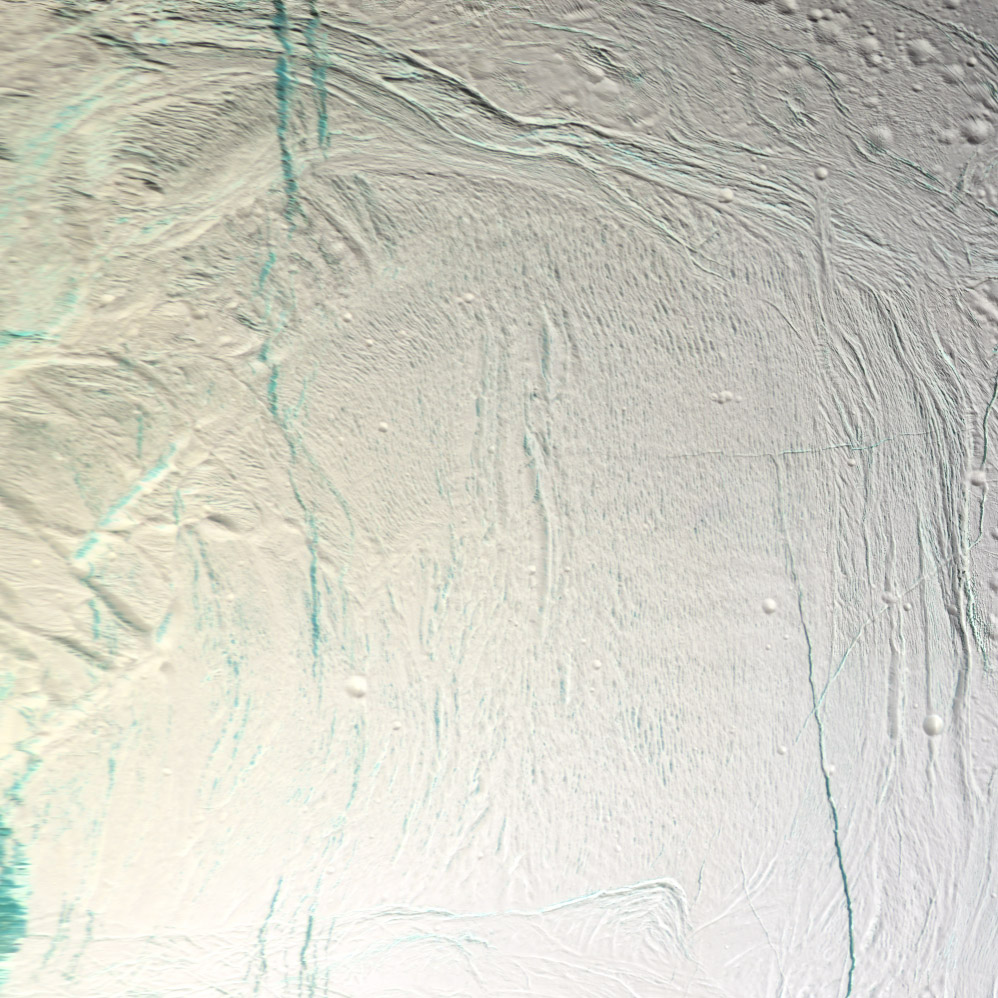
Równina Diyar, mozaika zdjęć wykonanych przez instrumenty Imaging Science Subsystem sondy Cassini

Diyar Planitia – jeden z dwóch, względnie niepokrytych kraterami, równinnych regionów wyróżnianych na powierzchni Enceladusa, lodowego księżyca Saturna. Jego średnica wynosi około 325 km.
Równina Diyar położona jest na tylnej półkuli Enceladusa. Od zachodu oddzielona od Sarandib Planitia przez Ebony Dorsum, Cufa Dorsa oraz Labtayt Sulci, od północy i od wschodu oplatają ją długie, zakręcające łańcuchy pęknięć i wąskich grzbietów systemu Harran Sulci.
Nazwa równiny pochodzi od kraju, którym rządzi ojciec Khudadada w Księdze tysiąca i jednej nocy. Została zatwierdzona przez Międzynarodową Unię Astronomiczną w 1982 roku.

## Geologia

### Geneza
Eksploracje prowadzone za pomocą sond Voyager 2 i Cassini wykazały złożoną historię geologiczną Enceladusa i różnorodne deformacje na jego powierzchni.
Szacuje się, że szczeliny i wzniesienia powstały podczas niestabilnego rozszerzania litosfery księżyca. Na skutek okresowego ścierania się mas lodu pokrywa lodowa miejscowo wznosiła się do góry z racji braku miejsca na ruch w poziomej płaszczyźnie, generując szereg grzbietów lub rozrywała, uskakując w dół i tworząc depresje. W efekcie tych procesów powstały równolegle pofałdowane łańcuchy długie na dziesiątki kilometrów. Spękania i wypiętrzenia tego typu są cechą wspólną obserwowaną na wielu lodowych księżycach.
Dodatkowo lokalne wyrzuty strumieni ciepła tuż przy powierzchni podgrzewały ją, tworząc bardziej plastyczną masę oraz wypłaszczając w ten sposób lód i stopniowo usuwając kratery uderzeniowe czy inne starsze deformacje. Dowody na ekstensjonalną tektonikę są obfite tak samo jak na punktowe ogrzewanie skorupy. Powstałe modele szacują moc strumieni ciepła obecnych podczas formowania się obu równin Enceladusa na 30 do 60 mW/m².
Pojawiają się również sugestie istnienia centrum aktywności wulkanicznej na tym obszarze w starożytnych czasach księżyca, a duża energia zaangażowana w procesy współczesne może wywoływać efekty powierzchniowe w przyszłości (znaczące topnienie lodu, kształtowanie się i wybuchy kriowulkanów).

### Powierzchnia
Diyar Planitia oddzielona jest od starszych rejonów Enceladusa szeregiem niemal nieprzerwanych łańcuchów grzbietów i zagłębień o łącznej długości liczonej w setkach kilometrów. Koryta, skarpy, rowki, jamy i grzbiety szerokie do 4,5 km oraz długie do 20 są przeważnie ustosunkowane w kierunku północ-południe. Nachodzą na siebie pod różnymi kątami, tworząc gęsto poprzecinane sieci. Te większe układają się w charakterystyczne, sigmoidalne kształty. Średnie nachylenie w prowincji Sarandib-Diyar jest niskie i wynosi 5-13°, z maksymalnym odchyleniem do 45°. Amplitudy grzbietów i depresji wahają się w przedziale 100-250 metrów, choć występują i 450-metrowe. Diyar ma wyższe szczyty niż Sarandib.
Im dalej na wschód równiny, tym teren jest mniej spękany i bardziej obfity w kratery uderzeniowe, powstałe w większości przed procesami fałdowania się skorupy. Kratery w tym regionie występują jednak względnie rzadko, a przy tym są silnie zdegenerowane - płytkie i niewielkie w porównaniu z resztą powierzchni księżyca. Obserwuje się także pojedyncze wklęsłe kopuły - prawdopodobnie pozostałości po zapadniętych, nieaktywnych już kriowulkanach.
Warstwa krucha powierzchni jest gruba na 2-3 km.
Przez obszar Diyar Planitia ciągnie się długa i wąska depresja Khorasan Fossa.